# Colin Firth
Colin Andrew Firth CBE, född 10 september 1960 i Grayshott i Hampshire, är en brittisk skådespelare och producent. Firth erhöll en Oscar för bästa manliga huvudroll för sitt porträtt av Georg VI i Tom Hoopers film The King's Speech 2010. Han har även mottagit en Golden Globe Award, två BAFTA Awards och tre Screen Actors Guild Awards.

## Biografi
Firth tillhörde i slutet av 1980-talet "Brit Pack", en grupp unga lovande brittiska skådespelare, men det var inte förrän han 1995 gestaltade Mr. Darcy i BBC:s dramatisering av Jane Austens roman Stolthet och fördom som han fick mer utbredd uppmärksamhet. Detta ledde till roller i filmer som Den engelske patienten (1996), Shakespeare in Love (1998), Bridget Jones dagbok (2001), för vilken han nominerades till en BAFTA Award och Love Actually (2003). 2009 hyllades Colin Firth för sin roll i En enda man, för vilken han mottog sin första Oscarsnominering och även vann ett BAFTA Award. Firth porträtterade 2014 den hemliga agenten Harry Hart i filmen Kingsman: The Secret Service, en roll han repriserade i uppföljaren Kingsman: The Golden Circle (2017).
Sedan genombrottet med Stolthet och fördom 1995 är en av hans mest kända roller den som Mark Darcy i filmatiseringen av Bridget Jones dagbok, På spaning med Bridget Jones och Bridget Jones' Baby han spelar mot Renée Zellweger.
Firth belönades 2011 med en Oscar för sin roll som kung Georg VI av Storbritannien i filmen The King's Speech.

## Privatliv
Colin Firth är äldre bror till skådespelaren Jonathan Firth. Han har en son, född 1990, tillsammans med skådespelaren Meg Tilly. Han har även två söner födda 2001 och 2003 med sin hustru sedan 1997, den italienska dokumentärfilmaren Livia Giuggioli.

## Filmografi
| År   | Titel                            | Roll                           | Noter |
| ---- | -------------------------------- | ------------------------------ | --- |
| 1984 | Ett annat land                   | Tommy Judd                     | |
| 1984 | Camille                          | Armand Duval                   | TV-film |
| 1985 | 1919                             | Alexander Scherbatov (som ung) | |
| 1985 | Dutch Girls                      | Neil Truelove                  | TV-film |
| 1986 | Lost Empires                     | Richard Herncastle             | Miniserie |
| 1987 | En månad på landet               | Tom Birkin                     | |
| 1987 | Pat Hobby: Teamed with Genius    | Rene Wilcox                    | PBS Shorts Special |
| 1987 | Den hemliga trädgården           | Colin Craven som vuxen         | Hallmark Hall of Fame |
| 1988 | Tumbledown                       | Robert Lawrence                | TV-film Royal Television Society Award for Best Actor Nominerad — British Academy Television Award for Best Actor |
| 1989 | Apartment Zero                   | Adrian LeDuc                   | |
| 1989 | Valmont                          | Valmont                        | |
| 1990 | Femme Fatale                     | Joseph Prince                  | |
| 1990 | Wings of Fame                    | Brian Smith                    | |
| 1991 | Out of the Blue                  | Alan                           | TV-pjäs |
| 1993 | Hostages                         | John McCarthy                  | TV – HBO |
| 1993 | The Hour of the Pig              | Richard Courtois               | Även känd som The Advocate |
| 1994 | Master of the Moor               | Stephen Whalby                 | TV-film |
| 1994 | Playmaker                        | Michael Condron/Ross Talbert   | |
| 1994 | The Deep Blue Sea                | Freddie Page                   | TV-pjäs |
| 1995 | Circle of Friends                | Simon Westward                 | |
| 1995 | Stolthet och fördom              | Fitzwilliam Darcy              | Miniserie Broadcasting Press Guild Award for Best Actor Nominerad — British Academy Television Award for Best Actor Nominerad — National Television Award for Most Popular Male |
| 1995 | The Widowing of Mrs. Holroyd     | Charles Holroyd                | TV-pjäs |
| 1996 | Den engelske patienten           | Geoffrey Clifton               | Nominerad — Screen Actors Guild Award for Outstanding Performance by a Cast in a Motion Picture |
| 1997 | A Thousand Acres                 | Jess Clark                     | |
| 1997 | Fever Pitch - en i laget         | Paul Ashworth                  | |
| 1997 | Nostromo                         | Charles Gould                  | Miniserie |
| 1998 | Shakespeare in Love              | Lord Wessex                    | Screen Actors Guild Award for Outstanding Performance by a Cast in a Motion Picture |
| 1999 | Blackadder: Back and Forth       | William Shakespeare            | Kortfilm |
| 1999 | Donovan Quick                    | Donovan Quick/Daniel Quinn     | TV-film |
| 1999 | My Life So Far                   | Edward Pettigrew               | |
| 1999 | The Secret Laughter of Women     | Matthew Field                  | |
| 1999 | The Turn of the Screw            | The Master                     | Masterpiece Theatre |
| 2000 | Relative Values                  | Peter Ingleton                 | |
| 2001 | Bridget Jones dagbok             | Mark Darcy                     | European Film Awards Audience Award for Best Actor Nominerad — BAFTA Award for Best Actor in a Supporting Role Nominerad — Satellite Award for Best Actor – Motion Picture Musical or Comedy |
| 2001 | Konspirationen                   | Wilhelm Stuckart               | TV-film – HBO Nominerad — Primetime Emmy Award for Outstanding Supporting Actor – Miniseries or a Movie Nominerad — Satellite Award for Best Supporting Actor – Series, Miniseries or Television Film |
| 2001 | We Know Where You Live           | Sig själv                      | Benefit for Amnesty International |
| 2001 | Life After Sex                   | Allen Portland                 | TV-film – HBO, även känd som Londinium |
| 2002 | Mister Ernest                    | Jack Worthing                  | |
| 2003 | Flicka med pärlörhänge           | Johannes Vermeer               | Nominerad—European Film Awards Audience Award for Best Actor |
| 2003 | Hope Springs                     | Colin Ware                     | |
| 2003 | Love Actually                    | Jamie Bennett                  | Nominerad — Phoenix Film Critics Society Award for Best Cast |
| 2003 | Allt en tjej vill ha             | Henry Dashwood                 | |
| 2004 | På spaning med Bridget Jones     | Mark Darcy                     | |
| 2004 | Trauma                           | Ben Slater                     | |
| 2005 | Nanny McPhee                     | Cedric Brown                   | |
| 2005 | Sanna lögner                     | Vince Collins                  | |
| 2006 | Born Equal                       | Mark Armitage                  | TV-film |
| 2007 | The Last Legion                  | Aurelius Antonius              | |
| 2007 | Tillbaka till Yorkshire          | Blake Morrison                 | Nominerad — British Independent Film Award for Best Supporting Actor |
| 2007 | Then She Found Me                | Frank                          | |
| 2007 | St. Trinian's                    | Geoffrey Thwaites              | |
| 2007 | In Prison My Whole Life          | Sig själv                      | Endast producent |
| 2008 | The Accidental Husband           | Richard Bratton                | |
| 2008 | Mamma Mia!                       | Harry Bright                   | Nominerad — National Movie Award for Best Performance Male |
| 2008 | Små skandaler                    | Jim Whittaker                  | |
| 2008 | Genova                           | Joe                            | |
| 2009 | En julsaga                       | Fred                           | |
| 2009 | Dorian Gray                      | Lord Henry Wotton              | |
| 2009 | En enda man                      | George Falconer                | Austin Film Critics Association Award for Best Actor BAFTA Award for Best Actor in a Leading Role Detroit Film Critics Society Award for Best Actor Italian Online Film Actors & Dubbers Award for Best Foreign Actor London Film Critics Circle Award for British Actor of the Year San Diego Film Critics Society Award for Best Actor San Francisco Film Critics Circle Award for Best Actor Santa Barbara International Film Festival – Outstanding Performance of the Year Vancouver Film Critics Circle Award for Best Actor Volpipokalen Nominerad — Oscar för bästa manliga huvudroll Nominerad — Broadcast Film Critics Association Award for Best Actor Nominerad — Dallas-Fort Worth Film Critics Association Award for Best Actor Nominerad — Golden Globe Award for Best Actor – Motion Picture Drama Nominerad — Independent Spirit Award for Best Lead Male Nominerad — Satellite Award for Best Actor – Motion Picture Drama Nominerad — Screen Actors Guild Award for Outstanding Performance by a Male Actor in a Leading Role Nominerad — Toronto Film Critics Association Award for Best Actor Nominerad — Washington D.C. Area Film Critics Association for Best Actor |
| 2009 | St. Trinian's II                 | Geoffrey Thwaites              | |
| 2010 | The King's Speech                | Kung Georg VI                  | Oscar för bästa manliga huvudroll Alliance of Women Film Journalists Eda Award for Best Actor Austin Film Critics Association Award for Best Actor BAFTA Award for Best Actor in a Leading Role British Independent Film Award for Best Actor Broadcast Film Critics Association Award for Best Actor Chicago Film Critics Association Award for Best Actor Denver Film Critics Society Award for Best Actor Detroit Film Critics Society Award for Best Actor European Film Award for Best Actor Florida Film Critics Circle Award for Best Actor Golden Globe Award for Best Actor – Motion Picture Drama Iowa Film Critics Award for Best Actor Italian Online Movie Award for Best Actor in a Leading Role Italian Online Film Actors & Dubbers Award for Best Foreign Actor Italian Online Film Actors & Dubbers Award for Best Foreign Cast Kansas City Film Critics Circle Award for Best Actor London Film Critics Circle Award for British Actor of the Year London Film Critics Circle Award for Actor of the Year Los Angeles Film Critics Association Award for Best Actor National Movie Award for Performance of the Year New York Film Critics Circle Award for Best Actor North Texas Film Critics Association Award for Best Actor Online Film Critics Society Award for Best Actor Phoenix Film Critics Society Award for Best Actor San Francisco Film Critics Circle Award for Best Actor Satellite Award for Best Actor – Motion Picture Drama Screen Actors Guild Award for Outstanding Performance by a Cast in a Motion Picture Screen Actors Guild Award for Outstanding Performance by a Male Actor in a Leading Role Southeastern Film Critics Association Award for Best Actor St. Louis Gateway Film Critics Association Award for Best Actor Vancouver Film Critics Circle Award for Best Actor Washington D.C. Area Film Critics Association Award for Best Actor Nominerad – Central Ohio Film Critics Association Award for Best Actor Nominerad — Dallas-Fort Worth Film Critics Association Award for Best Actor Nominerad — Evening Standard British Film Award for Best Actor Nominerad — Houston Film Critics Society Award for Best Actor Nominerad — Las Vegas Film Critics Society Award for Best Actor Nominerad — San Diego Film Critics Society Award for Best Actor Nominerad — Toronto Film Critics Association Award for Best Actor Nominerad — Utah Film Critics Association Award for Best Actor |
| 2010 | Main Street                      | Gus LeRoy                      | |
| 2010 | Steve                            | Steve                          | |
| 2011 | Tinker, Tailor, Soldier, Spy     | Bill Haydon                    | Central Ohio Film Critics Association Award for Best Cast Georgia Film Critics Association Award for Best Cast YouMovie Award for Best Cast Nominerad — Italian Online Movie Award for Best Actor in a Supporting Role Nominerad – YouMovie Award for Best Actor in a Supporting Role Nominerad – YouMovie Award for Best Villain Italian Online Film Actors & Dubbers Award for Best Foreign Cast |
| 2012 | Stars in Shorts                  | Steve                          | |
| 2012 | Gambit                           | Harry Deane                    | |
| 2013 | Arthur Newman                    | Arthur Newman/Wallace Avery    | |
| 2013 | The Railway Man                  | Eric Lomax                     | |
| 2013 | Devil's Knot                     | Ron Lax                        | |
| 2014 | Magic in the Moonlight           | Stanley/Wei Ling Soo           | |
| 2014 | Before I Go to Sleep             | Ben Lucas                      | |
| 2014 | Kingsman: The Secret Service     | Harry Hart                     | |
| 2015 | Eye in the Sky                   |                                | Endast producent |
| 2016 | Genius                           | Maxwell Perkins                | |
| 2016 | Bridget Jones's Baby             | Mark Darcy                     | |
| 2017 | Red Nose Day Actually            | Jamie                          | Kortfilm, uppföljare till Love Actually |
| 2017 | The Mercy                        | Donald Crowhurst               | |
| 2017 | Kingsman: The Golden Circle      | Harry Hart                     | |
| 2018 | Mary Poppins kommer tillbaka     | William Weatherall Wilkins     | |
| 2025 | Bridget Jones: Mad About the Boy | Mark Darcy                     | |

## Teater
| År   | Titel                 | Roll          | Noter |
| ---- | --------------------- | ------------- | ----- |
| 1983 | Another Country       | Guy Bennett   |       |
| 1984 | The Doctor's Dilemma  | Louis Dubedat |       |
| 1985 | The Lonely Road       | Felix         |       |
| 1987 | Desire Under the Elms | Eben          |       |
| 1991 | The Caretaker         |               |       |
| 1993 | Chatsky               | Chatsky       |       |
| 1999 | Three Days of Rain    | Walker / Ned  |       |